# Pyropyga decipiens
Pyropyga decipiens là một loài bọ cánh cứng trong họ Đom đóm (Lampyridae). Loài này được Harris miêu tả khoa học năm 1836.